# Sint-Brixiuskerk (Ooigem)

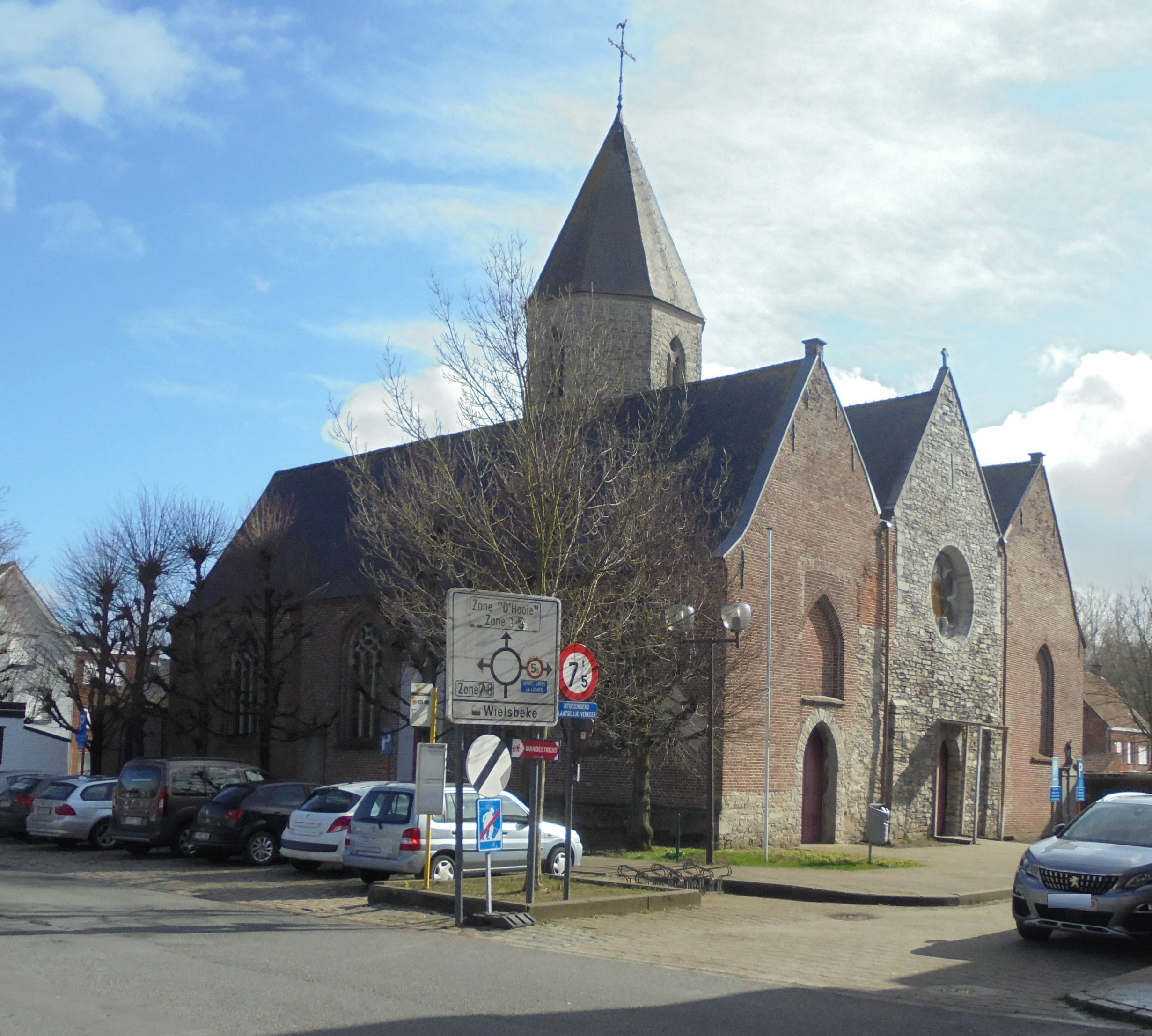
Sint-Brixiuskerk

De Sint-Brixiuskerk is de parochiekerk van de tot de West-Vlaamse gemeente Wielsbeke behorende plaats Ooigem, gelegen aan het Sint-Brixiusplein.

## Geschiedenis
In 1037-1038 werd voor het eerst van een kerkje te Ooigem melding gemaakt,maar dit was vermoedelijk een houten eigenkerkje van de heerlijkheid. Voordien waren de gelovigen aangewezen op Harelbeke. Omstreeks 1155 kwam het patronaatsrecht aan de Sint-Pietersabdij te Gent. Vermoedelijk werd het eerste stenen kerkje in het eerste kwart van de 13e eeuw gebouwd. Dit was een vroeggotisch driebeukig kerkje zonder transept met een middentoren die een achtkante klokkenverdieping had. Het geheel werd uitgevoerd in Doornikse kalkzandsteen. De middentoren en de westgevel van de middenbeuk werden uit deze periode bewaard.
In de 14e eeuw werd de bovenbouw van de noordelijke, westelijke en zuidelijke middenbeukmuren door baksteen vervangen. In de 16e eeuw werd een Onze-Lieve Vrouwekapel in laatgotische stijl tegen de noordelijke zijbeuk gebouwd. In 1573-1578 viel de kerk ten prooi aan de beeldenstormers. Omstreeks 1600 werd de kerk hersteld en van een groter, driezijdig afgesloten, koor voorzien.
In 1618 werd een altaar aan Johannes de Doper gewijd. Ook beschikte de kerk over relieken van Sint-Rufinus en van de Elfduizend Maagden. In 1646 kwam er een grafkelder voor de heren van Ooigem.
Eind 17e eeuw waren er opnieuw krijgsverrichtingen en werd de kerk door Franse en Spaanse troepen geplunderd. Eind 17e eeuw werd de noordbeuk afgebroken en vervangen door een grotere, laatgotische, noordbeuk waarin venster in barokstijl werden aangebracht. In 1711-1713 kwam een nieuw hoofdaltaar tot stand, vervaardigd door Philips de Prez. In 1744 ontving de kerk een reliek van de heilige Brixius.
In 1856-1857 werd het koor en de zuidbeuk vergroot in neogotische stijl, naar ontwerp van Pierre Nicolas Croquison. De vensters werden vernieuwd in neogotische trant. In 1934 werd de westgevel van de middenbeuk verbouwd in Doornikse steen. Ook het roosvenster werd toen aangebracht.
De torenspits werd tijdens de Leieslag in 1940 vernield om in 1954 herbouwd te worden. Tussen 1944 en 1968 werd het kerkhof verwijderd.

## Gebouw
Het betreft een driebeukige hallenkerk met driezijdig afgesloten koren. De kerk heeft een middentoren met achtkante bovenbouw, uitgevoerd in Doornikse kalkzandsteen. De vensters zijn neogotisch. In de muur zijn enkele 18e-eeuwse grafzerken gemetseld.

## Interieur
Het interieur toont de wijzigingen die door de verschillende verbouwingen zijn ontstaan.
Het hoofdaltaar is in barokstijl en werd vervaardigd begin 18e eeuw. Het heeft een 16e-eeuws schilderstuk: Golgotha. Het zuidelijk zijaltaar is gewijd aan Sint-Anna en heeft een gepolychromeerd Annabeeld van 1717. Het bijbehorende schilderij stelt de Heilige Familie met kleine Johannes, Anna en Joachim voor en is 17e-eeuws. Het noordelijk zijaltaar is gewijd aan Onze-Lieve-Vrouw van Altijddurende Bijstand en is van na 1918. De communiebank is van 1683 en werd vervaardigd door Adriaan Valcke. De kerkmeestersbank en de biechtstoel zijn in Lodewijk XVI-stijl (einde 18e eeuw).
Er is een 17e-eeuws gepolychromeerd beeld van Sint-Anna-ten-Drieën. Van de schilderijen kunnen worden genoemd: Graflegging (16e eeuw); Hof van Olijven" en "Verrijzenis (2e helft 16e eeuw) en Heilige Antonius van Padua en het wonder van de ezel (17e eeuw).